# Строги природни резерват Изнад Таталије
Строги природни резерват Изнад Таталије налази се у западној Србији, на подручју планине Јелова Гора, на локалном путу Јелова Гора – Варда, укупне површине заштићеног подручја од 0,80ha. СРП „Изнад Таталије” ставља се под заштиту ради очувања шумског комплекса Јелове Горе и станишта аутохтоне заједнице реликтне врсте зеленике (Ilex aquifolium) обраслог шумом брдске букве (Fagetum moesiacae montanum ilicetosum).
Зеленика је реликтна врста и њен ареал је ограничен на мање популације. Најзначајнија је у заједницама брдске букве у којој налази већу
релативну влажност ваздуха, мање колебање температуре и влаге, повољније педолошке услове као и слабије деловање ветра, мраза и суше, повољније услове педоклиме и замљишта у целини. Зеленика се јавља у спрату жбуња и спрату дрвећа до 15 м висине. 
У оквиру резервата јавља се на надморској висини од 580 до 890 м.н. в., на северној експозицији, на падини уједначеног нагиба од 6-15, на геолошкој подлози од шкриљаца-пешчара, земљиште је дистично смеђе или кисело смеђе земљиште, средње дубоко (40-80см) и свеже.